# Open Data Kit
La Comunità Open Data Kit (ODK) è una comunità che produce software libero e open source per raccogliere, gestire e usare dati in ambienti vincolati dalle risorse.
Permette la raccolta di dati offline di inviare i dati quando c'è disponibilità di connessione. Permette alle comunità di aggregare dati con il pieno controllo sui dati raccolti e nei server dove i dati sono archiviati.

## Componenti
- ODK-Collect: App Android Open Source per la raccolta dati anche in aree senza connessione a internet
- ODK Build: Componente usata per progettare un questionario per ODK. Funziona come un modulo copia e incolla per ODK XForms
- OKD-Sensor:[2] using Open data kit sensors for mobile data collection with wired and wireless sensors, that submit the data to the mobile device and collect the data on the mobile device.
- ODK-Briefcase: ODK  può raccogliere i record di una base di dati con coordinate GPS su un dispositivo. ODK Briefcase è un'applicazione Java per la raccolta dei moduli e del loro contenuto.
- ODK Aggregate: The ODK Aggregate è la parte di backend dell'infrastruttura ODK